# Aspiscellaria frondis
Aspiscellaria frondis is een mosdiertjessoort uit de familie van de Candidae. De wetenschappelijke naam van de soort is, als Scrupocellaria frondis, voor het eerst geldig gepubliceerd in 1890 door Kirkpatrick.